# 维加诺
维加诺（義大利語：Viganò），是意大利莱科省的一个市镇。总面积1平方公里，人口1948人，人口密度1948.0人/平方公里（2009年）。国家统计（ISTAT）代码为097090。